# Drużynowy Puchar Świata na Żużlu 2010
Drużynowy Puchar Świata 2010 – dziesiąta edycja turnieju, mająca na celu wyłonić najlepszą żużlową reprezentację świata - Drużynowego Mistrza Świata. Złotego medalu bronili Polacy.

## Terminarz
| Data / wyniki                           | Miejsce             |
| Eliminacje                              | Eliminacje          |
| --------------------------------------- | ------------------- |
| 2 maja 2010                             | Lonigo              |
| 24 maja 2010                            | Abensberg           |
| Półfinały                               |                     |
| 25 lipca 2010                           | Gorzów Wielkopolski |
| 26 lipca 2010                           | King’s Lynn         |
| Baraż                                   |                     |
| 29 lipca 2010                           | Vojens              |
| Finał                                   |                     |
| 31 lipca 2010 (przełożono na 1 sierpnia | Vojens              |

## Eliminacje
W eliminacjach wystartują zespoły, które w zeszłorocznym DPŚ zajęły 7. i 8. miejsce (Słowenia i Czechy) oraz wszystkie inne reprezentacje, które zgłoszą się do rozgrywek.

### Lonigo (1)
2 maja 2010 -  Lonigo
| \| Msc \| \| Drużyna / Zawodnik \| Biegi \| Punkty \| \| --- \| --------------------------------------------------------------------------------------------------------------- \| --------------------------------------------------------------- \| ----------------- \| ------ \| \| 1 \| \| Finlandia \| Finlandia \| 48 \| \| 1 \| (1) Joonas Kylmäkorpi (2) Juha Hautamäki (3) Timo Lahti (4) Kalle Katajisto (5) Kauko Nieminen \| (3,2,3,3,1) (2,1,3,3,2) (3,3,3,1,0) (2,1,0,0,1) (2,2,2,2,3) \| 12 11 10 4 11 \| \| \| 2 \| \| Słowenia \| Słowenia \| 47 \| \| 2 \| (1) Matej Žagar (2) Matic Voldrih (3) Aleš Kraljič (4) Maks Gregorič (5) Aleksander Čonda \| (2,3,3,3,2,3) (1,2,0,-,0) (d,0,1,2,2) (3,3,1,2,3) (3,1,2,2,3) \| 16 3 5 12 11 \| \| \| 3 \| \| Stany Zjednoczone \| Stany Zjednoczone \| 30 \| \| 3 \| (1) Ryan Fisher (2) Chris Kerr (3) Kenny Ingalls (4) Tommy Hedden (5) - \| (3,3,0,3,1,2) (2,3,2,1,1,2) (1,2,2,d,0,0) (0,0,0,1,1,0) - \| 12 11 5 2 - \| \| \| 4 \| \| Włochy \| Włochy \| 24 \| \| 4 \| (1) Mattia Carpanese (2) Alessandro Novello (3) Guglielmo Franchetti (4) Mattia Cavicchioli (5) Marco Gregnanin \| (1,1,2,3,3,1) (0,0,0,-,-) (d,0,1,1,3,2) (0,1,0,d,0) (1,2,1,0,1) \| 11 0 7 1 5 \| \| | Bieg po biegu:                                                                                                  |                                                                 |                   |        |
| Msc | | Drużyna / Zawodnik                                              | Biegi             | Punkty |
| 1 | | Finlandia                                                       | Finlandia         | 48     |
| 1 | (1) Joonas Kylmäkorpi (2) Juha Hautamäki (3) Timo Lahti (4) Kalle Katajisto (5) Kauko Nieminen                  | (3,2,3,3,1) (2,1,3,3,2) (3,3,3,1,0) (2,1,0,0,1) (2,2,2,2,3)     | 12 11 10 4 11     |        |
| 2 | | Słowenia                                                        | Słowenia          | 47     |
| 2 | (1) Matej Žagar (2) Matic Voldrih (3) Aleš Kraljič (4) Maks Gregorič (5) Aleksander Čonda                       | (2,3,3,3,2,3) (1,2,0,-,0) (d,0,1,2,2) (3,3,1,2,3) (3,1,2,2,3)   | 16 3 5 12 11      |        |
| 3 | | Stany Zjednoczone                                               | Stany Zjednoczone | 30     |
| 3 | (1) Ryan Fisher (2) Chris Kerr (3) Kenny Ingalls (4) Tommy Hedden (5) -                                         | (3,3,0,3,1,2) (2,3,2,1,1,2) (1,2,2,d,0,0) (0,0,0,1,1,0) -       | 12 11 5 2 -       |        |
| 4 | | Włochy                                                          | Włochy            | 24     |
| 4 | (1) Mattia Carpanese (2) Alessandro Novello (3) Guglielmo Franchetti (4) Mattia Cavicchioli (5) Marco Gregnanin | (1,1,2,3,3,1) (0,0,0,-,-) (d,0,1,1,3,2) (0,1,0,d,0) (1,2,1,0,1) | 11 0 7 1 5        |        |

### Abensberg (2)
2 maja 2009 -  Absenberg
| \| Msc \| \| Drużyna / Zawodnik \| Biegi \| Punkty \| \| --- \| ---------------------------------------------------------------------------------------------------------------- \| ----------------------------------------------------------- \| ------------- \| ------ \| \| 1 \| \| Czechy \| Czechy \| 53 \| \| 1 \| (1) Aleš Dryml (2) Matěj Kůs (3) Lukáš Dryml (4) Martin Málek (5) Zdeněk Simota \| (2,3,2,3,2) (1,2,2,2,3) (2,3,2,2,2) (3,2,2,1,1) (1,3,1,3,3) \| 12 10 11 9 11 \| \| \| 2 \| \| Niemcy \| Niemcy \| 50 \| \| 2 \| (1) Martin Smolinski (2) Tobias Kroner (3) Kevin Wölbert (4) Thomas Stange (5) Frank Facher \| (3,3,2,3,3) (3,1,3,2,3) (3,1,1,1,2) (w,1,1,3,w) (2,1,3,3,2) \| 14 12 8 5 11 \| \| \| 3 \| \| Łotwa \| Łotwa \| 43 \| \| 3 \| (1) Vjačeslavs Giruckis (2) Maksims Bogdanovs (3) Jevgeņijs Karavackis (4) Leonīds Paura (5) Ķasts Puodžuks \| (1,2,1,1,1) (2,3,3,1,3) (w,2,1,2,u) (2,2,3,1,1) (3,1,3,2,2) \| 6 12 5 9 11 \| \| \| 4 \| \| Norwegia \| Norwegia \| 4 \| \| 4 \| (1) Kim Rudi Juritzen (2) Tord Solberg (3) Marius Tende Rokeberg (4) Stein Roar Pedersen (5) Henrik Bauer Hansen \| (0,0,0,d,d) (0,-,0,0,0,0) (1,0,0,0,1) (d,-,-,-,-) \| 0 0 2 0 \| \| | Bieg po biegu: 1. Smolinski, A.Dryml, Giruckis, Juritzen 2. Kroner, Bogdanovs, Kůs, Solberg 3. Woelbert, L.Dryml, Rokeberg, Karavackis (w) 4. Málek, Paura, Pedersen, Stange (w) 5. Puodžuks, Facher, Simota, Hansen (d) 6. Simota, Karavackis, Stange, Juritzen 7. A.Dryml, Paura, Facher 8. Smolinski, Kůs, Puodžuks, Rokeberg 9. L.Dryml, Giruckis, Kroner, Pedersen 10. Bogdanovs, Málek, Woelbert 11. Paura, Kůs, Woelbert, Juritzen 12. PoudzKůs, L.Dryml, Stange, Solberg 13. Facher, Málek, Giruckis, Rokeberg 14. Bogdanovs, Smolinski, Simota, Pedersen 15. Kroner, A.Dryml, Karavackis 16. Facher, L.Dryml, Bogdanovs, Juritzen (d) 17. Smolinski, Karavackis, Málek, Solberg 18. Simota, Kroner, Paura, Rokeberg 19. A.Dryml, Poudzuks, Woelbert, Pedersen 20. Stange, Kůs, Giruckis 21. Kroner, PuodzKůs, Málek, Juritzen (d) 22. Simota, Woelbert, Giruckis, Solberg 23. Bogdanovs, A.Dryml, Rokeberg, Stange (d) 24. Kůs, Facher, Pedersen, Karavackis (u) 25. Smolinski, L.Dryml, Paura, Solberg |                                                             |               |        |
| Msc | | Drużyna / Zawodnik                                          | Biegi         | Punkty |
| 1 | | Czechy                                                      | Czechy        | 53     |
| 1 | (1) Aleš Dryml (2) Matěj Kůs (3) Lukáš Dryml (4) Martin Málek (5) Zdeněk Simota | (2,3,2,3,2) (1,2,2,2,3) (2,3,2,2,2) (3,2,2,1,1) (1,3,1,3,3) | 12 10 11 9 11 |        |
| 2 | | Niemcy                                                      | Niemcy        | 50     |
| 2 | (1) Martin Smolinski (2) Tobias Kroner (3) Kevin Wölbert (4) Thomas Stange (5) Frank Facher | (3,3,2,3,3) (3,1,3,2,3) (3,1,1,1,2) (w,1,1,3,w) (2,1,3,3,2) | 14 12 8 5 11  |        |
| 3 | | Łotwa                                                       | Łotwa         | 43     |
| 3 | (1) Vjačeslavs Giruckis (2) Maksims Bogdanovs (3) Jevgeņijs Karavackis (4) Leonīds Paura (5) Ķasts Puodžuks | (1,2,1,1,1) (2,3,3,1,3) (w,2,1,2,u) (2,2,3,1,1) (3,1,3,2,2) | 6 12 5 9 11   |        |
| 4 | | Norwegia                                                    | Norwegia      | 4      |
| 4 | (1) Kim Rudi Juritzen (2) Tord Solberg (3) Marius Tende Rokeberg (4) Stein Roar Pedersen (5) Henrik Bauer Hansen | (0,0,0,d,d) (0,-,0,0,0,0) (1,0,0,0,1) (d,-,-,-,-)           | 0 0 2 0       |        |

## Półfinały
Po raz siódmy turniej finałowy DPŚ składa się z ośmiu drużyn narodowych. Podobnie jak przed rokiem, półfinały zostaną rozegrane na terenie krajów startujących w tych półfinałach (Polska i Wielka Brytania) a baraż i finał na terenie innego (Dania).
Zwycięzcy półfinałów awansują do finału. Drużyny z 2. i 3. miejsca w półfinale pojadą w barażu, z którego dwie reprezentacje uzupełnią skład finałowy.

### Gorzów Wielkopolski (1)
25 lipca 2010 -  Gorzów Wielkopolski
| \| Msc \| \| Drużyna / Zawodnik \| Biegi \| Punkty \| \| --- \| ------------------------------------------------------------------------------------------------ \| -------------------------------------------------------------- \| ------------ \| ------ \| \| 1 \| \| Polska \| Polska \| 68 \| \| 1 \| (1) Jarosław Hampel (2) Rune Holta (3) Tomasz Gollob (4) Adrian Miedziński (5) Janusz Kołodziej \| (2,3,3,3,3) (3,3,2,3,3) (2,3,3,1,3) (3,2,3,3,3) \| 14 12 14 \| \| \| 2 \| \| Dania \| Dania \| 45 \| \| 2 \| (1) Kenneth Bjerre (2) Niels K. Iversen (3) Hans Andersen (4) Nicolai Klindt (5) Bjarne Pedersen \| (3,0,4!,1,2) (1,1,2,2,1) (2,1,2,3,2) (3,0,1,2,1) (2,2,3,2,2) \| 10 7 10 7 11 \| \| \| 3 \| \| Rosja \| Rosja \| 31 \| \| 3 \| (1) Artiom Łaguta (2) Rienat Gafurow (3) Grigorij Łaguta (4) Dienis Gizatullin (5) Roman Poważny \| (1,3,3,0!,1) (2,1,1,2,1) (1,0,0,1,2) (1,1,u/w,1,1) (1,2,1,2,2) \| 8 7 4 8 \| \| \| 4 \| \| Czechy \| Czechy \| 8 \| \| 4 \| (1) Lukáš Dryml (2) Aleš Dryml (3) Martin Málek (4) Zdeněk Simota (5) Matěj Kůs \| (w,1,1,0,d,0) (0,2,0,0,0) (0,0,0,-,0) (0,0,0,0,0) (0,2,1,1,0!) \| 2 0 0 4 \| \| | Bieg po biegu: 1. Bjerre, Hampel, A.Łaguta, L.Dryml (w) 2. Holta, Gafurow, Iversen, A.Dryml 3. Gollob, Andersen, G.Łaguta, Málek 4. Klindt, Miedziński, Gizatullin, Simota 5. Kołodziej, Pedersen, Poważny, Kůs 6. A.Łaguta, Kołodziej, Andersen, Simota 7. Hampel, Kůs, Gafurow, Klindt 8. Holta, Pedersen, L.Dryml, G.Łaguta 9. Gollob, A.Dryml, Gizatullin, Bjerre 10. Miedziński, Poważny, Iversen, Málek 11. A.Łaguta, Holta, Klindt, Málek 12. Pedersen, Gollob, Gafurow, Simota 13. Miedziński, Bjerre (J), Kůs, G.Łaguta 14. Kołodziej, Iversen, L.Dryml, Gizatullin (u/w) 15. Hampel, Andersen, Poważny, A.Dryml 16. Gollob, Iversen, Kůs, A.Łaguta (J) 17. Andersen, Gafurow, Miedziński, L.Dryml 18. Kołodziej, Klindt, G.Łaguta, A.Dryml. 19. Hampel, Pedersen, Gizatullin, L.Dryml (d) 20. Holta, Poważny, Bjerre, Simota. 21. Miedziński, Pedersen, A.Łaguta, A.Dryml 22. Kołodziej, Bjerre, Gafurow, Málek 23. Hampel, G.Łaguta, Iversen, Simota 24. Holta, Andersen, Gizatullin, Kůs (J) 25. Gollob, Poważny, Klindt, L.Dryml |                                                                |              |        |
| Msc | | Drużyna / Zawodnik                                             | Biegi        | Punkty |
| 1 | | Polska                                                         | Polska       | 68     |
| 1 | (1) Jarosław Hampel (2) Rune Holta (3) Tomasz Gollob (4) Adrian Miedziński (5) Janusz Kołodziej | (2,3,3,3,3) (3,3,2,3,3) (2,3,3,1,3) (3,2,3,3,3)                | 14 12 14     |        |
| 2 | | Dania                                                          | Dania        | 45     |
| 2 | (1) Kenneth Bjerre (2) Niels K. Iversen (3) Hans Andersen (4) Nicolai Klindt (5) Bjarne Pedersen | (3,0,4!,1,2) (1,1,2,2,1) (2,1,2,3,2) (3,0,1,2,1) (2,2,3,2,2)   | 10 7 10 7 11 |        |
| 3 | | Rosja                                                          | Rosja        | 31     |
| 3 | (1) Artiom Łaguta (2) Rienat Gafurow (3) Grigorij Łaguta (4) Dienis Gizatullin (5) Roman Poważny | (1,3,3,0!,1) (2,1,1,2,1) (1,0,0,1,2) (1,1,u/w,1,1) (1,2,1,2,2) | 8 7 4 8      |        |
| 4 | | Czechy                                                         | Czechy       | 8      |
| 4 | (1) Lukáš Dryml (2) Aleš Dryml (3) Martin Málek (4) Zdeněk Simota (5) Matěj Kůs | (w,1,1,0,d,0) (0,2,0,0,0) (0,0,0,-,0) (0,0,0,0,0) (0,2,1,1,0!) | 2 0 0 4      |        |

### King’s Lynn (2)
26 lipca 2010 -  King’s Lynn
| \| Msc \| \| Drużyna / Zawodnik \| Biegi \| Punkty \| \| --- \| ------------------------------------------------------------------------------------------------------- \| ---------------------------------------------------------------- \| --------------- \| ------ \| \| 1 \| \| Wielka Brytania \| Wielka Brytania \| 51 \| \| 1 \| (1) Scott Nicholls (2) Lee Richardson (3) Tai Woffinden (4) Simon Stead (5) Chris Harris \| (2,3,3,3,3) (1,2,2,2,3) (2,w,2,3,0) (3,2,1,1,w) (3,3,3,1,3) \| 14 10 7 13 \| \| \| 2 \| \| Australia \| Australia \| 48 \| \| 2 \| (1) Chris Holder (2) Davey Watt (3) Troy Batchelor (4) Rory Schlein (5) Rory Schlein \| (3,2,3,2,2) (3,2,3,2,1) (3,1,3,2,2) (2,w,1,2,1) (2,3,1,1,1) \| 12 11 6 8 \| \| \| 3 \| \| Szwecja \| Szwecja \| 40 \| \| 3 \| (1) Fredrik Lindgren (2) Jonas Davidsson (3) Antonio Lindbäck (4) Magnus Zetterström (5) Daniel Nermark \| (w,6!,2,3,3) (2,3,2,3,1,3) (1,1,1,1,2) (d,0,1,3,0,1) (1,0,w,-,-) \| 14 6 5 1 \| \| \| 4 \| \| Finlandia \| Finlandia \| 14 \| \| 4 \| (1) Timo Lahti (2) Joonas Kylmäkorpi (3) Juha Hautamäki (4) Kauko Nieminen (5) Tero Aarnio \| (w,0,0,0,-) (0,1,2,0,4!,2) (0,1,0,0,1) (1,0,0,0,0) (0,2,0,0,0) \| 0 9 2 1 2 \| \| | Bieg po biegu: 1. Holder, Nicholls, Lindgren (u/w), Lahti (u/w) 2. Watt, Davidsson, Richardson, Kylmäkorpi 3. Batchelor, Woffinden, Lindbäck, Hautamäki 4. Stead, Schlein, Nieminen, Zetterström (d) 5. Harris, Ward, Nermark, Aarnio 6. Ward, Stead, Lindbäck, Lahti 7. Harris, Holder, Kylmäkorpi, Zetterström 8. Nicholls, Watt, Hautamäki, Nermark 9. Lindgren (J), Richardson, Batchelor, Nieminen 10. Davidsson, Aarnio, Schlein (u), Woffinden (u/w) 11. Watt, Woffinden, Zetterström, Lahti 12. Batchelor, Kylmäkorpi, Stead, Nermark (u/w) 13. Harris, Lindgren, Schlein, Hautamäki 14. Nicholls, Davidsson, Ward, Nieminen 15. Holder, Richardson, Aarnio, Lindbäck 16. Davidsson, Batchelor, Harris, Lahti 17. Nicholls, Schlein, Lindbäck, Kylmäkorpi 18. Zetterström, Richardson, Ward, Hautamäki 19. Woffinden, Holder, Davidsson, Nieminen 20. Lindgren, Watt, Stead, Tero 21. Richardson, Kylmäkorpi (J), Schlein, Zetterström 22. Lindgren, Kylmäkorpi, Ward, Woffinden 23. Davidsson, Holder, Hautamäki, Stead (u/w) 24. Harris, Lindbäck, Watt, Nieminem 25. Nicholls, Batchelor, Zetterström, Aarnio |                                                                  |                 |        |
| Msc | | Drużyna / Zawodnik                                               | Biegi           | Punkty |
| 1 | | Wielka Brytania                                                  | Wielka Brytania | 51     |
| 1 | (1) Scott Nicholls (2) Lee Richardson (3) Tai Woffinden (4) Simon Stead (5) Chris Harris | (2,3,3,3,3) (1,2,2,2,3) (2,w,2,3,0) (3,2,1,1,w) (3,3,3,1,3)      | 14 10 7 13      |        |
| 2 | | Australia                                                        | Australia       | 48     |
| 2 | (1) Chris Holder (2) Davey Watt (3) Troy Batchelor (4) Rory Schlein (5) Rory Schlein | (3,2,3,2,2) (3,2,3,2,1) (3,1,3,2,2) (2,w,1,2,1) (2,3,1,1,1)      | 12 11 6 8       |        |
| 3 | | Szwecja                                                          | Szwecja         | 40     |
| 3 | (1) Fredrik Lindgren (2) Jonas Davidsson (3) Antonio Lindbäck (4) Magnus Zetterström (5) Daniel Nermark | (w,6!,2,3,3) (2,3,2,3,1,3) (1,1,1,1,2) (d,0,1,3,0,1) (1,0,w,-,-) | 14 6 5 1        |        |
| 4 | | Finlandia                                                        | Finlandia       | 14     |
| 4 | (1) Timo Lahti (2) Joonas Kylmäkorpi (3) Juha Hautamäki (4) Kauko Nieminen (5) Tero Aarnio | (w,0,0,0,-) (0,1,2,0,4!,2) (0,1,0,0,1) (1,0,0,0,0) (0,2,0,0,0)   | 0 9 2 1 2       |        |

## Baraż
W zawodach barażowych startują drużyny, które w półfinałach zajęły drugie i trzecie miejsca. Dwie najlepsze reprezentacje z barażu awansują do finału.

### Vojens (baraż)
29 lipca -  Vojens
| \| Msc \| \| Drużyna / Zawodnik \| Biegi \| Punkty \| \| --- \| -------------------------------------------------------------------------------------------------------- \| -------------------------------------------------------------- \| ------------ \| ------ \| \| 1 \| \| Dania \| Dania \| 48 \| \| 1 \| (1) Kenneth Bjerre (2) Nicolai Klindt (3) Niels K. Iversen (4) Bjarne Pedersen (5) Hans Andersen \| (2,2,2,2,2) (1,2,3,1,1) (1,1,3,2,2) (2,2,2,2,2) (1,3,3,3,1) \| 10 8 9 10 11 \| \| \| 2 \| \| Szwecja \| Szwecja \| 47 \| \| 2 \| (1) Fredrik Lindgren (2) Jonas Davidsson (3) Magnus Zetterström (4) Andreas Jonsson (5) Antonio Lindbäck \| (3,3,2,3,0) (2,2,0,0,3) (3,1,2,3,3) (3,2,0,2,1) (3,t,3,3,0) \| 11 7 12 8 9 \| \| \| 3 \| \| Australia \| Australia \| 36 \| \| 3 \| (1) Davey Watt (2) Darcy Ward (3) Rory Schlein (4) Troy Batchelor (5) Chris Holder \| (1,0,2,2,2) (3,1,1,0,1) (2,3,1,1,3,1) (1,w,-,1,2) (2,3,0!,0,3) \| 7 6 11 4 8 \| \| \| 4 \| \| Rosja \| Rosja \| 19 \| \| 4 \| (1) Artiom Łaguta (2) Grigorij Łaguta (3) Roman Poważny (4) Dienis Gizatullin (5) Rienat Gafurow \| (0,0,1,0,0) (0,1,1,1,0) (0,1,0!,1,0) (0,3,3,0,3) \| 1 3 2 4 9 \| \| | Bieg po biegu: 1. Lindgren, Bjerre, Watt, A. Łaguta 2. Ward, Davidsson, Klindt, G. Łaguta 3. Zetterström, Schlein, Iversen, Poważny 4. Jonsson, Pedersen, Batchelor, Gizatullin 5. Lindbäck, Holder, Andersen, Gafurow 6. Gafurow, Pedersen, Zetterström, Watt 7. Andersen, Jonnson, Ward, A. Łaguta 8. Schlein, Bjerre, G. Łaguta, Lindbäck (t) 9. Lindgren, Klindt, Poważny, Batchelor (w) 10. Holder, Davidsson, Iversen, Gizatullin 11. Iversen, Watt, G. Łaguta, Jonsson 12. Lindbäck, Pedersen, Watt, Poważny (J) 13. Andersen, Lindgren, Schlein, Gizatullin 14. Gafurow, Bjerre, Schlein, Davidsson 15. Klindt, Zetterström, A. Łaguta, Holder (J) 16. Andersen, Watt, Poważny, Davidsson 17. Zetterström, Bjerre, Gizatullin, Ward 18. Schlein, Jonsson, Klindt, Gafurow 19. Lindbäck, Iversen, Batchelor, A. Łaguta 20. Lindgren, Pedersen, G. Łaguta, Holder 21. Gizatullin, Watt, Klindt, Lindbaeck 22. Gafurow, Iversen, Ward, Lindgren 23. Davidsson, Pedersen, Schlein, A. Łaguta 24. Zetterström, Batchelor, Andersen, G. Łaguta 25. Holder, Bjerre, Jonnson, Poważny |                                                                |              |        |
| Msc | | Drużyna / Zawodnik                                             | Biegi        | Punkty |
| 1 | | Dania                                                          | Dania        | 48     |
| 1 | (1) Kenneth Bjerre (2) Nicolai Klindt (3) Niels K. Iversen (4) Bjarne Pedersen (5) Hans Andersen | (2,2,2,2,2) (1,2,3,1,1) (1,1,3,2,2) (2,2,2,2,2) (1,3,3,3,1)    | 10 8 9 10 11 |        |
| 2 | | Szwecja                                                        | Szwecja      | 47     |
| 2 | (1) Fredrik Lindgren (2) Jonas Davidsson (3) Magnus Zetterström (4) Andreas Jonsson (5) Antonio Lindbäck | (3,3,2,3,0) (2,2,0,0,3) (3,1,2,3,3) (3,2,0,2,1) (3,t,3,3,0)    | 11 7 12 8 9  |        |
| 3 | | Australia                                                      | Australia    | 36     |
| 3 | (1) Davey Watt (2) Darcy Ward (3) Rory Schlein (4) Troy Batchelor (5) Chris Holder | (1,0,2,2,2) (3,1,1,0,1) (2,3,1,1,3,1) (1,w,-,1,2) (2,3,0!,0,3) | 7 6 11 4 8   |        |
| 4 | | Rosja                                                          | Rosja        | 19     |
| 4 | (1) Artiom Łaguta (2) Grigorij Łaguta (3) Roman Poważny (4) Dienis Gizatullin (5) Rienat Gafurow | (0,0,1,0,0) (0,1,1,1,0) (0,1,0!,1,0) (0,3,3,0,3)               | 1 3 2 4 9    |        |

## Finał
W finale startuje dwóch zwycięzców półfinałów oraz dwie najlepsze reprezentacje z zawodów barażowych.

### Vojens (Finał)
31 lipca -  Vojens
| \| Msc \| \| Drużyna / Zawodnik \| Biegi \| Punkty \| \| --- \| -------------------------------------------------------------------------------------------------------- \| ---------------------------------------------------------------- \| --------------- \| ------ \| \| 1 \| \| Polska \| Polska \| 44 \| \| 1 \| (1) Rune Holta (2) Jarosław Hampel (3) Tomasz Gollob (4) Adrian Miedziński (5) Janusz Kołodziej \| (2,3,3,w,2) (2,3,3,1,2) (w,3,3,3,3) (0,1,2,w,2) (0,d,2,3,1) \| 10 11 12 5 6 \| \| \| 2 \| \| Dania \| Dania \| 39 \| \| 2 \| (1) Kenneth Bjerre (2) Nicolai Klindt (3) Niels K. Iversen (4) Bjarne Pedersen (5) Hans Andersen \| (3,2,1,3,0) (1,1,1,2,1) (2,w,2,3,2) (3,3,0,2,1) (1,2,1,2,0) \| 9 6 9 6 \| \| \| 3 \| \| Szwecja \| Szwecja \| 35 \| \| 3 \| (1) Fredrik Lindgren (2) Jonas Davidsson (3) Antonio Lindbäck (4) Magnus Zetterström (5) Andreas Jonsson \| (1,2,0,0,t) (3,0,2,2,0) (3,1,0,0,3,3) (2,0,0,-,-) (2,3,2,4!,0,2) \| 3 7 10 2 13 \| \| \| 4 \| \| Wielka Brytania \| Wielka Brytania \| 33 \| \| 4 \| (1) Chris Harris (2) Tai Woffinden (3) Simon Stead (4) Scott Nicholls (5) Lee Richardson \| (0,2,3,w!,3,3) (d,2,3,1,0) (1,1,0,-,-) (1,1,1,1,1) (3,0,1,1,3,1) \| 11 6 2 5 9 \| \| | Bieg po biegu: 1. Bjerre, Holta, Lindgren, Harris 2. Davidsson, Hampel, Klindt, Woffinden (d) 3. Lindbäck, Iversen, Stead, Gollob (u/w) 4. B.Pedersen, Zetterström, Nicholls, Miedziński 5. Richardson, Jonsson, Andersen, Kołodziej 6. Pedersen, Lindgren, Stead, Kołodziej (d) 7. Holta, Andersen, Nicholls, Davidsson 8. Hampel, Bjerre, Lindbäck, Richardson 9. Gollob, Harris, Klindt, Zetterström 10. Jonsson, Woffinden, Miedziński, Iversen (u/w) 11. Hampel, Iversen, Nicholls, Lindgren 12. Gollob, Davidsson, Richardson, B.Pedersen 13. Harris, Miedziński, Andersen, Lindbäck 14. Woffinden, Kołodziej, Bjerre, Zetterström 15. Holta, Jonsson, Klindt, Stead 16. Gollob, Andersen, Woffinden, Lindgren 17. Bjerre, Davidsson, Miedziński (u/w), Harris (J, u/w) 18. Kołodziej, Klindt, Nicholls, Lindbäck 19. Iversen, Jonsson (J), Richardson, Holta (u/w) 20. Harris, B.Pedersen, Hampel, Jonsson 21. Richardson, Miedziński, Klindt, Lindgren (t/w) 22. Harris, Iversen, Kołodziej, Davidsson 23. Lindbäck, Holta, B.Pedersen, Woffinden 24. Lindbäck, Hampel, Richardson, Andersen 25. Gollob, Jonsson, Nicholls, Bjerre |                                                                  |                 |        |
| Msc | | Drużyna / Zawodnik                                               | Biegi           | Punkty |
| 1 | | Polska                                                           | Polska          | 44     |
| 1 | (1) Rune Holta (2) Jarosław Hampel (3) Tomasz Gollob (4) Adrian Miedziński (5) Janusz Kołodziej | (2,3,3,w,2) (2,3,3,1,2) (w,3,3,3,3) (0,1,2,w,2) (0,d,2,3,1)      | 10 11 12 5 6    |        |
| 2 | | Dania                                                            | Dania           | 39     |
| 2 | (1) Kenneth Bjerre (2) Nicolai Klindt (3) Niels K. Iversen (4) Bjarne Pedersen (5) Hans Andersen | (3,2,1,3,0) (1,1,1,2,1) (2,w,2,3,2) (3,3,0,2,1) (1,2,1,2,0)      | 9 6 9 6         |        |
| 3 | | Szwecja                                                          | Szwecja         | 35     |
| 3 | (1) Fredrik Lindgren (2) Jonas Davidsson (3) Antonio Lindbäck (4) Magnus Zetterström (5) Andreas Jonsson | (1,2,0,0,t) (3,0,2,2,0) (3,1,0,0,3,3) (2,0,0,-,-) (2,3,2,4!,0,2) | 3 7 10 2 13     |        |
| 4 | | Wielka Brytania                                                  | Wielka Brytania | 33     |
| 4 | (1) Chris Harris (2) Tai Woffinden (3) Simon Stead (4) Scott Nicholls (5) Lee Richardson | (0,2,3,w!,3,3) (d,2,3,1,0) (1,1,0,-,-) (1,1,1,1,1) (3,0,1,1,3,1) | 11 6 2 5 9      |        |

## Kolejność końcowa
| Miejsce | Reprezentacja     |
| 1       | Polska            |
| 2       | Dania             |
| 3       | Szwecja           |
| 4       | Wielka Brytania   |
| ------- | ----------------- |
|         |                   |
| 5       | Australia         |
| 6       | Rosja             |
|         |                   |
| 7       | Finlandia         |
| 8       | Czechy            |
|         |                   |
| 9       | Niemcy            |
| 10      | Słowenia          |
| 11      | Łotwa             |
| 12      | Stany Zjednoczone |
| 13      | Włochy            |
| 14      | Norwegia          |